# エスリンゲン大学
エスリンゲン大学（ドイツ語：Hochschule Esslingen）は、ドイツバーデン＝ヴュルテンベルク州 エスリンゲン郡 (de:Landkreis Esslingen) エスリンゲン・アム・ネッカー（de:Esslingen am Neckar）、及びゲッピンゲン郡（de:Landkreis Göppingen）ゲッピンゲン（de:Göppingen）にある大学である。
1971年にHochschule für Technik Esslingen (FHTE) として創設され、2006年にHochschule für Sozialwesen (HfS))と統合され、エスリンゲン大学となった。

## 教育部門と学位、研究分野
- 応用科学

　・理学士(BSC)：バイオテクノロジー
　･理学士(BSC)：化学工業
　･工学修士（ME）：環境
- ビジネス

　･国際技術経営学士(TBB)
　･経営情報学士（WFB）
　･経済工学士（WIB）
　･経営管理学修士(MBA)
- 車両技術

･車両技術：ドライブ、車体、シャシーとコントロールシステム（メカトロニクス）、サービス
･卒業生学校(修士)
- 自動車工学

･理学修士（MSc/AE）
- 情報テクノロジーとオートメーションシステム

･理学修士（MSc/IA）
- 基本

･工学教育
- 情報テクノロジー

･通信技術
･ソフトウェアテクノロジーとメディア情報
･工学
- エンジニアリング

･発展建設
･開発と生産
- メカトロニクスと電気工学

･メカトロニクス　オートメーション技術、電気工学、マイクロテクノロジー
- 社会福祉、健康と世話

･文学士（B.A.）：社会福祉、世話/看護管理、教育
･文学修士（M.A.）：ソーシャルワーク、科学
- 供給技術と環境技術

･供給工学と環境工学(VU)

## 歴史
- 1868年、シュトゥットガルトに機械工業の訓練の学校が創立された。

- 1919年、エスリンゲン工業学校となった。

- 1947年、機械と電気工業を教育する、国立エスリンゲン工業学校に名称変更された。

- 1971年、国立エスリンゲン工業大学に名称変更された。

- 1988年、ゲッピンゲンの機械工学コースに、マイクロエレクトロニクス、マイクロ工学等を設置した。

- 1995年、ゲッピンゲンにメカトロニクス科を設置した。

- 1996年、工学部の通信工学、情報技術、コンピュータ部門を一学科に統合した。

- 2005年夏、ソーシャルワーク、健康管理の修士課程が始まった。

- 2006年、エスリンゲン工科大学（FHTE）とHochschule für Sozialwesen（HfS）が合併し、エスリンゲン大学となった。

- 2006年冬、健康とケア学部でソーシャルワーク、幼児期教育の学士プログラムが始まった。